# Kufisk skrift

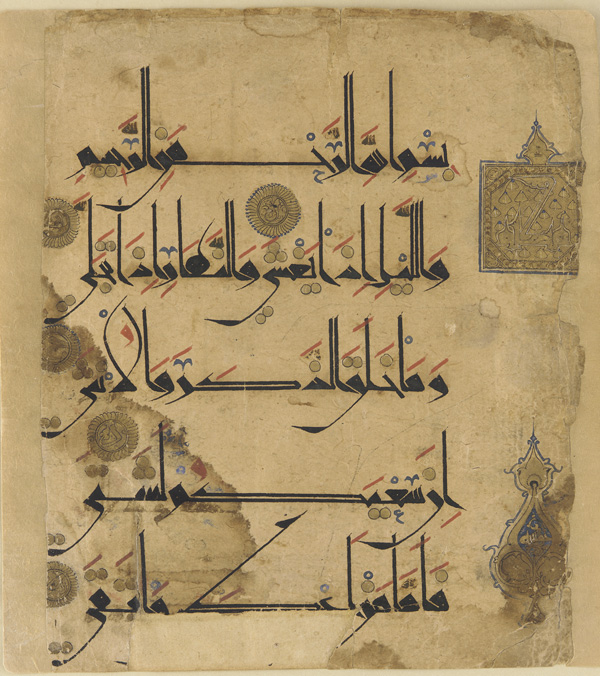
Folioark från en Koran med kufisk skrift i bläck med blå och röd färg samt guld, från Iran på 1000-talet

Kufisk skrift är ett formalistiskt slag av arabisk kalligrafi använd dekorativt på byggnader, keramik, textilier etc. Den är en av de äldsta arabiska skriftformerna och utvecklades i staden Kufas språkskola varifrån dess alfabet sedan spreds över hela det islamska väldet. Dess från början stela, rätvinkliga former utträngdes på 900- eller 1000-talet av en lättare, löpande rundskrift.
Araberna erhöll alfabetet ett eller två århundraden före profeten Muhammeds tid vilket visar sig av den kufiska skriftens stora likhet med den äldsta syriska skriftformen, men sin närmaste förebild har den i den arameiska skriftform som man funnit i de nabateiska inskrifterna i Hauran i nuvarande Syrien.
Kufisk skrift är vanligt på Seldjuk-turkiska mynt och monument och på tidiga osmanska mynt. 